# Ultimate Queen
Ultimate Queen é uma coleção de vários álbuns do grupo Queen. Foi lançado em 1995, e além de englobar todos os álbuns de estúdio na carreira do grupo, contém alguns gravados ao vivo. Os álbuns são: Queen, Queen II, Sheer Heart Attack, A Night at the Opera, A Day at the Races, News of the World, Jazz, Live Killers, The Game, Hot Space, The Works, A Kind of Magic, Live Magic, The Miracle, Innuendo, Live at Wembley '86 e Made in Heaven.